# Oceanides usingeri
Oceanides usingeri är en insektsart som beskrevs av Elwood C. Zimmerman 1951. Oceanides usingeri ingår i släktet Oceanides och familjen fröskinnbaggar. Inga underarter finns listade i Catalogue of Life.